# Missionare vom Kostbaren Blut

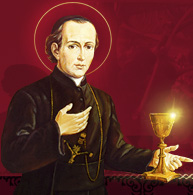
Ordensgründer Gaspare del Bufalo

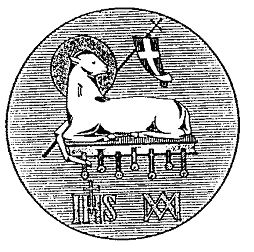
Ordensemblem

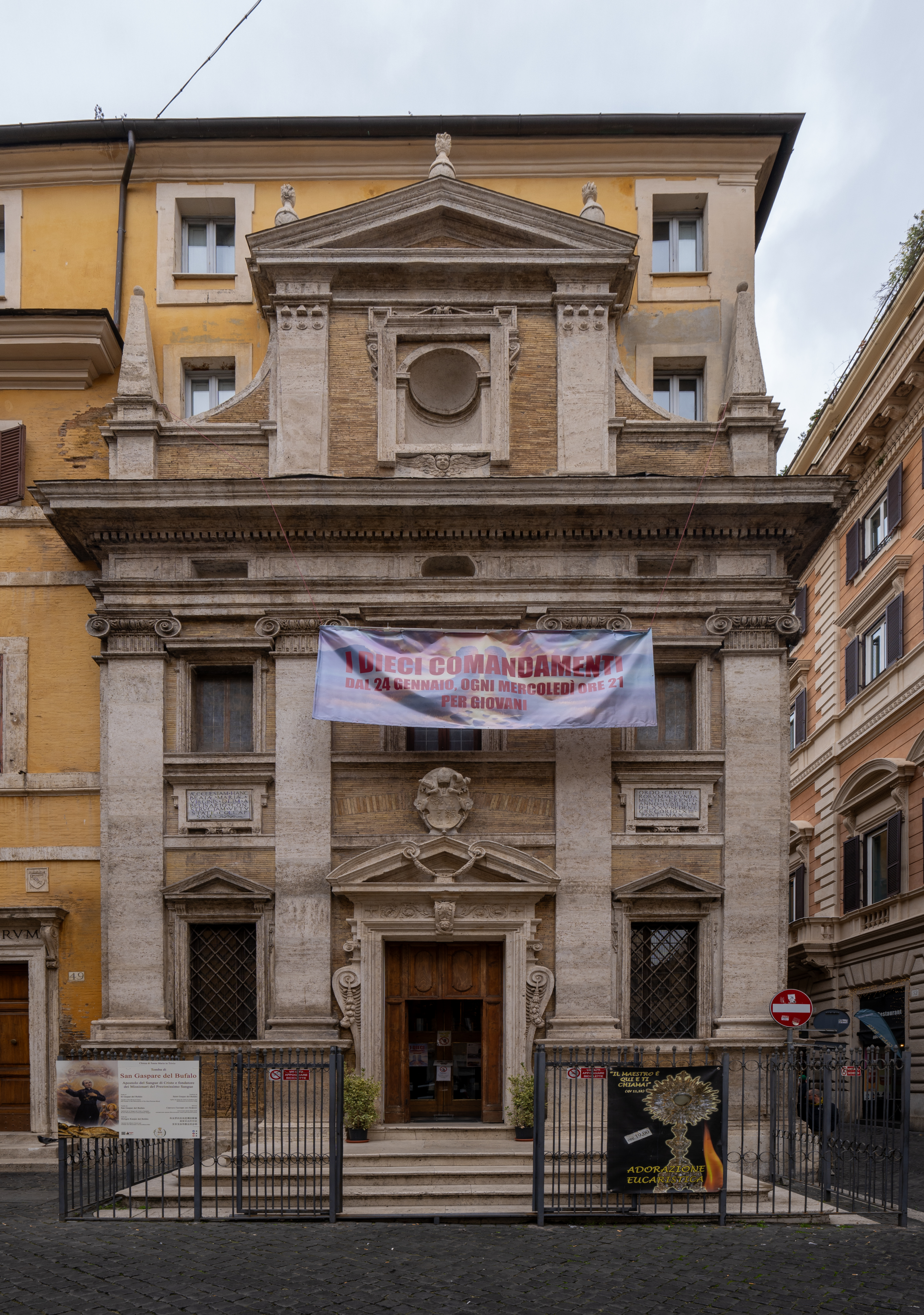
Mutterhaus in Rom mit der Kirche Santa Maria in Trivio mit vorgesetzter barocker Fassadenarchitektur

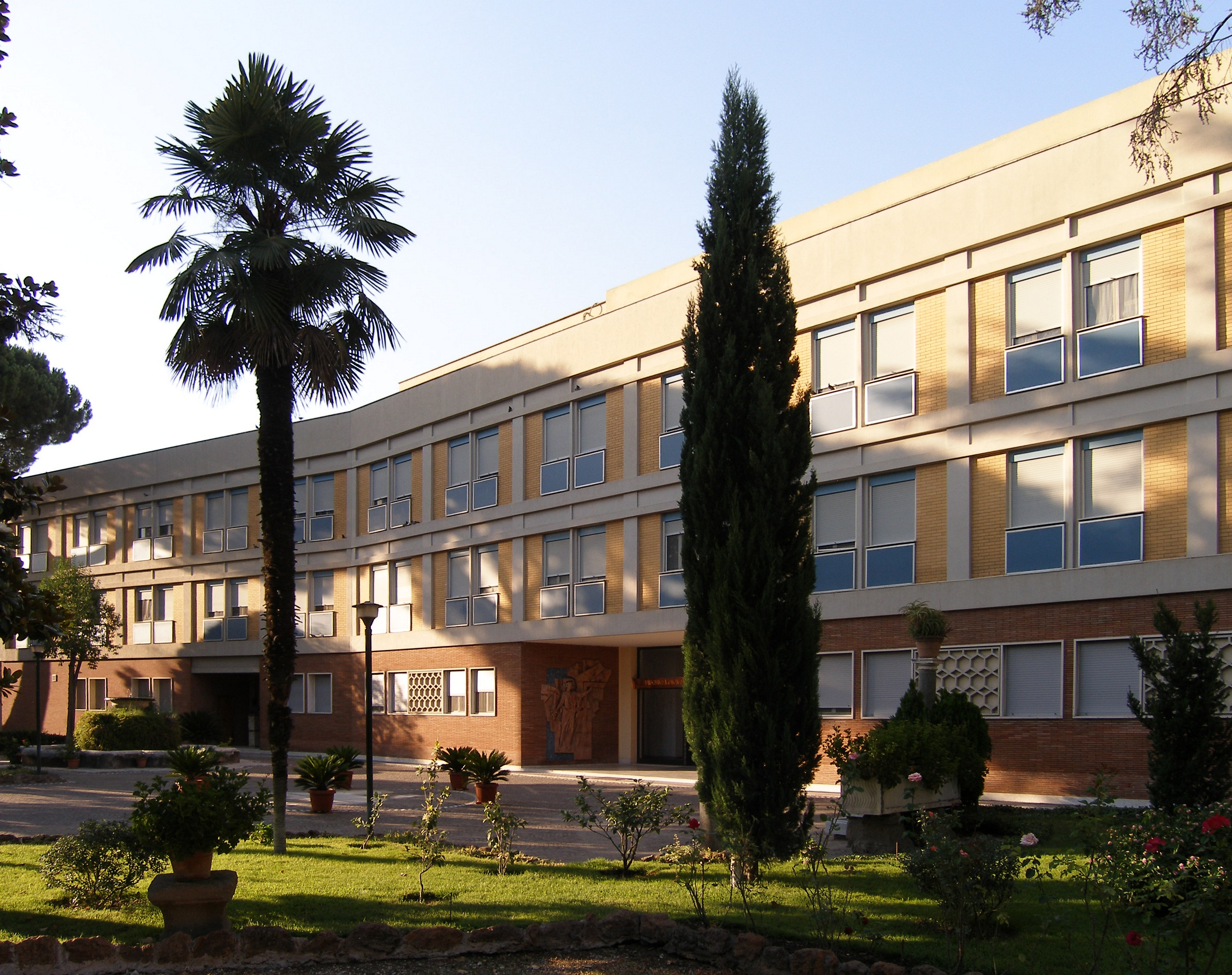
Italienisches Provinzialat und Collegio Preziosissimo Sangue in Rom

Die Missionare vom Kostbaren Blut (lateinisch Congregatio Missionariorum Pretiosissimi Sanguinis Domini Nostri Jesu Christi, Ordenskürzel: CPPS) sind eine Gesellschaft apostolischen Lebens mit Sitz der Generalleitung in Rom. Sie wurde im Jahr 1815 von Gaspare del Bufalo in der Abtei San Felice bei Giano dell' Umbria, Italien, gegründet.
Die Gemeinschaft hatte im Jahr 2011 ca. 670 Mitglieder in acht Provinzen: Deutschland, Österreich und Liechtenstein, Iberien, Italien, Polen, Kanada und zwei in den Vereinigten Staaten. Vikariate gibt es in Brasilien, Chile, Indien und Tansania. Generalmoderator ist Francesco Bartoloni, der 2007 Barry Fischer nachfolgte.

## Bekannte Ordensmitglieder
- Alessio Ascalesi (1872–1952), Bischof von Sant’Agata de’ Goti, Erzbischof von Benevent und Metropolit von Neapel, ab 1916 auch Kardinal, 1944 Kardinalprotopriester
- Clemens Geiger (1900–1995), Bischof in Altamira (Brasilien) 1948–1971
- Andreas Hasenburger (* 1960), Provinzial der deutschsprachigen Ordensprovinz von 2007 bis 25. Juni 2019,[1] ehemaliger Rektor der Wallfahrtskirche, des Klosters und des Exerzitienhauses Maria Hilf in Kufstein-Kleinholz,[2] davor Kaplan in Klagenfurt-Annabichl, Seelsorger in Neuenheerse bzw. in Schellenberg (Liechtenstein); seit 1. Mai 2020 Rektor des Kollegs St. Josef Salzburg-Aigen.[3] Ehemaliger Spiritual des Priesterseminares der Erzdiözese Salzburg. Engagement in der Loretto Gemeinschaft, Mitarbeit bei Radio Maria Österreich[4][5]
- Erich Kräutler (1906–1985), Bischof in Altamira (Brasilien) 1971–1981
- Erwin Kräutler (* 1939), Bischof in Altamira (Brasilien) 1981–2015, Präsident des Indianermissionsrats der Brasilianischen Bischofskonferenz CIMI von 1983 bis 1991. 2006 wurde er erneut Präsident des CIMI, nachdem der amtierende Präsident Bischof Gianfranco Masserdotti MCCJ tödlich verunglückt war.
- Anton Lukesch (1912–2003), Missionar und Südamerikaforscher.
- Heinrich Morscher (1926–2012), zugleich Mitglied des Engelwerkes und Donate der Regularkanoniker vom Heiligen Kreuz[6]
- Richard Pühringer (* 1953), wie Morscher Mitglied des Engelwerkes und der Regularkanoniker vom Heiligen Kreuz sowie Mitglied der Engelwerk-Nachwuchsorganisation Katholische Pfadfinderschaft Europas[7][6]

## Deutschsprachige Provinz

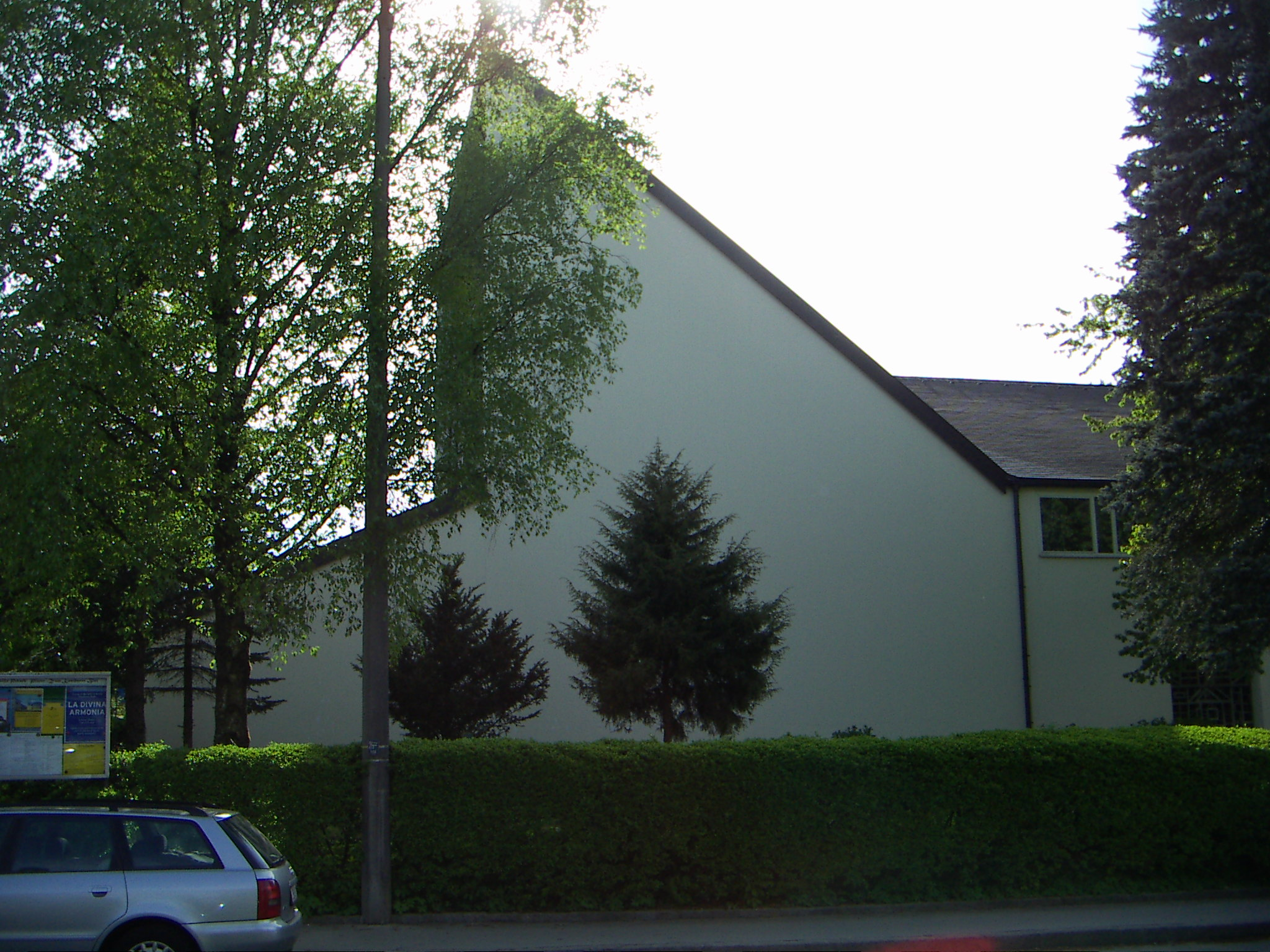
Parscher Pfarrkirche Zum Kostbaren Blut in Salzburg der Architekten arbeitsgruppe 4

Die deutschsprachige Provinz hat Niederlassungen in folgenden Orten:
Deutschland
- Gymnasium St. Kaspar und Jugendhaus St. Kaspar beim Stift Heerse in Neuenheerse
- Maria Baumgärtle in Breitenbrunn
- Pfarrei Heilig Kreuz in Traunstein; Sitz der Provinz für Deutschland

Liechtenstein
- in Schellenberg

Österreich
- Kolleg St. Josef Salzburg-Aigen: Sitz der Provinz für Österreich
- Pfarre Salzburg-Parsch
- Wallfahrtskirche Kleinholz, Kloster und Exerzitienhaus „Maria Hilf“ in Kufstein-Kleinholz